# بيروكسيد الهيدروجين
بيروكسيد الهيدروجين (أو الماء الأكسجيني) مركب كيميائي له الصيغة (H2O2)، وهو ذو لون أزرق باهت والذي يبدو عديم اللون في المحاليل الممدة، وهو بشكل طفيف أكثر لزوجة من الماء. يعد فوق أكسيد الهيدروجين حمضًا ضعيفًا، إلا أنه من المواد المبيضة الجيدة نظرًا لخواصه المؤكسدة القوية.
يمكن تفكيك فوق أكسيد الهيدروجين للحصول على الماء والأكسجين بوضع عامل مساعد هو ثاني أكسيد المنغنيز ويعطي أكسجين نقي وفقاً للمعادلة الموزونة التالية:
MnO2 + 2H2O2 → MnO2 + O2 + 2H2O
يباع بيروكسيد الهيدروجين في الصيدليات على شكل مطهر للجروح بتركيز منخفض 3% ويباع في محلات أدوات التجميل بنسبة قد تصل إلى 20-25%.

## الاكتشاف
قام ألكسندر فون هومبولت بتصنيع واحد من أول بيروكسايد اصطناعي وهو بيروكسيد الباريوم في عام 1799 كمنتج ثانوي لمحاولاته لتحليل الهواء.
بعد تسع عشرة سنة، أدرك لوي جاك تينار أنه يمكن استخدام هذا المركب لإعداد مركب غير معروف سابقًا، والذي وصفه بالماء المؤكسد - والذي عُرف فيما بعد باسم بيروكسيد الهيدروجين. استخدمت نسخة محسنة من هذه العملية حمض الهيدروكلوريك، يليه إضافة حمض الكبريتيك لترسيب كبريتات الباريوم. استُخدمت عملية تينار من نهاية القرن التاسع عشر حتى منتصف القرن العشرين.
قام لوي جوزيف غي - لوساك بتخليق بيروكسيد الصوديوم في عام 1811. أصبح تأثير البيروكسيدات وأملاحها على الأصباغ الطبيعية معروفًا في ذلك الوقت، ولكن المحاولات المبكرة للصناعة فشلت في إنتاج البيروكسيدات، وتم بناء أول مصنع لإنتاج بيروكسيد الهيدروجين في عام 1873 في برلين. قدم اكتشاف تخليق بيروكسيد الهيدروجين بواسطة التحليل الكهربائي مع حمض الكبريتيك  طريقة كهروكيميائية أكثر كفاءة. تم تطبيقه لأول مرة في الصناعة في عام 1908 في كيرنتن بالنمسا. تم تطوير عملية أنثراكوينون، والتي لا تزال تستخدم ، خلال الثلاثينات من قبل الشركة المصنعة الكيميائية الألمانية إي غه فاربن في لودفيغسهافن. أدى تزايد الطلب والتحسينات في طرق التركيب إلى زيادة الإنتاج السنوي لبروكسيد الهيدروجين من 35،000 طن في عام 1950 إلى أكثر من 100،000 طن في عام 1960 ، إلى 300،000 طن بحلول عام 1970؛ وبحلول عام 1998 وصلت إلى 2.7 مليون طن.
يُعتقد منذ فترة طويلة أن بيروكسيد الهيدروجين النقي غير مُستقر، لذا فشلت محاولات مبكرة لفصله عن الماء، والتي كانت موجودة أثناء التوليف. كان عدم الاستقرار هذا بسبب آثار الشوائب (أملاح الانتقال المعدني)، والتي تحلل بيروكسيد الهيدروجين. تم الحصول على بيروكسيد الهيدروجين النقي لأول مرة في عام 1894 - بعد مرور 80 عامًا تقريبًا على اكتشافه - على يد ريتشارد وولفنشتاين، الذي أنتجه عن طريق التقطير الفراغي.
ثبت أن تحديد التركيب الجزيئي لبيروكسيد الهيدروجين صعب للغاية. في عام 1892، حدد الكيميائي الفيزيائي الإيطالي جياكومو كارارا (1864-1925) كتلته الجزيئية عن طريق نقطة التجمد، والذي أكد أن صيغته الجزيئية هي H2O2. يبدو أن ما لا يقل عن ستة هياكل جزيئية افتراضية تتفق مع الأدلة المتاحة. وفي عام 1934، اقترح الفيزيائي الرياضي الإنجليزي ويليام بيني والفيزيائي الإسكتلندي غوردون ساذرلاند بنية جزيئية لبروكسيد الهيدروجين الذي كان مشابهًا للغاية للطبقة المقبولة حاليًا.

## التحضير
يتم تحضير فوق اكسيد الهيدروجين بالتفاعل 25جرام بروكسيد الباريوم و75ملي حمض كبريتيك مركز أفضل البروكسيدات بروكسيد الباريوم لانه إذا تفاعل مع حمض الكبريتيك ينتج كبريتات الباريوم ضعيفه انحلال بالشكل كبير ويرشح الخليط ويصفي  بروكسيد الهيدروجين  وحصلنا عليه

## السلامة
تختلف اللوائح، لكن التركيزات المنخفضة، مثل 6٪، مُتاحة على نطاق واسع وقابلة للشراء قانونيًا للاستخدام الطبي. معظم محاليل بيروكسيد التي لا تستلزم وصفة طبية ليست مناسبة للابتلاع. يمكن اعتبار التركيزات الأعلى خطرة، وعادةً ما تكون مصحوبة بورقة بيانات سلامة المواد. في التركيزات العالية، يُعتبر بيروكسيد الهيدروجين مؤكسد قوي يؤدي إلى تآكل العديد من المواد، بما في ذلك جلد الإنسان. وفي وجود عامل مختزل، فإن التركيزات العالية من بيروكسيد الهيدروجين سوف تتفاعل بعنف.
ينبغي اعتبار تراكيز بيروكسيد الهيدروجين عالية التركيز، والتي تكون أعلى من 40٪، خطرة بسبب تركيز بيروكسيد الهيدروجين المركب على تعريف جهاز أكسدة DOT وفقًا للوائح الولايات المتحدة، إذا تم إطلاقه في البيئة. تبلغ الكمية القابلة للإبلاغ عنها للنفايات الخطرة 100 رطل (45 كجم) ، أو ما يقرب من 10 جالون أمريكي (38 لتر)، من بيروكسيد الهيدروجين المركز.
يجب تخزين بيروكسيد الهيدروجين في منطقة باردة وجافة وجيدة التهوية وبعيدًا عن أي مواد قابلة للاشتعال. يجب أن يتم تخزينها في حاوية مؤلفة من مواد غير تفاعلية مثل الفولاذ المقاوم للصدأ أو الزجاج (قد تكون المواد الأخرى بما في ذلك بعض اللدائن وسبائك الألومنيوم مناسبة أيضًا). لأنه ينكسر بسرعة عند تعريضه للضوء، كما يجب تخزينه في حاوية مبهمة، وعادةً ما تأتي المستحضرات الصيدلانية في زجاجات بنيّة تحجب الضوء.
يمكن أن يشكل بيروكسيد الهيدروجين، إما في شكل نقي أو مخفف، عدة مخاطر وأهمها أنه يشكل خليطًا متفجرًا عند ملامسته للمركبات العضوية. يُعتبر بيروكسيد الهيدروجين عالي التركيز نفسه غير مستقر ويمكن أن يسبب انفجار بخار سائل متوسع للسائل المتبقي. وبالتالي فإن تقطير بيروكسيد الهيدروجين عند ضغوط طبيعية أمر خطير للغاية. يتمتع بيروكسيد الهيدروجين بخاصية التآكل، خاصةً عندما يتركز، ولكن حتى التكيزات المُخففة يمكن أن تسبب تهيجًا للعيون والأغشية المخاطية والجلد. يعتبر ابتلاع محاليل بيروكسيد الهيدروجين خطرًا بشكل خاص، حيث أن التحلل في المعدة يطلق كميات كبيرة من الغاز (10 أضعاف حجم محلول 3٪)، مما يؤدي إلى الانتفاخ الداخلي. يمكن أن يؤدي استنشاق أكثر من 10٪ إلى إحداث تهيج رئوي حاد.
مع وجود ضغط بخار كبير (1.2 كيلو باسكال عند 50 درجة مئوية)، فإن بخار الهيدروجين - البيروكسيد يحتمل أن يكون خطيرًا. وفقًا لتقرير NIOSH في الولايات المتحدة ، فإن الحد الأقصى الخطير على الحياة والصحة هو 75 جزءًا في المليون فقط. حددت إدارة السلامة والصحة المهنية في الولايات المتحدة حد التعرض المسموح به وهو 1.0 جزء في المليون محسوبًا كمتوسط مرجح زمني لـ 8 ساعات. تم تصنيف بيروكسيد الهيدروجين أيضًا من قبل المؤتمر الأمريكي لأخصائيي الصحة الصناعية (ACGIH) باعتباره «مادة مسرطنة حيوانية معروفة، ذات صلة غير معروفة بالبشر». بالنسبة لأماكن العمل التي يوجد بها خطر التعرض للتراكيز الخطرة للأبخرة، يجب استخدام الواقيات الوجهية من التعرض لغازات لبروكسيد الهيدروجين. تتوفر معلومات عن مخاطر بيروكسيد الهيدروجين من إدارة السلامة والصحة المهنية في الولايات المتحدة.

### حوادث تاريخية
- في 16 يوليو 1934 ، في كويسدورف بألمانيا، انفجر خزان الدفع الذي يحتوي على خليط تجريبي من مونوبروبيل يتألف من بيروكسيد الهيدروجين والإيثانول أثناء الاختبار، مما أسفر عن مقتل ثلاثة أشخاص.[22]
- أثناء الحرب العالمية الثانية، جرب الأطباء في معسكرات الاعتقال الألمانية استخدام حقن بيروكسيد الهيدروجين في قتل الأشخاص.[23]
- أصيب عدة أشخاص بجروح طفيفة بعد تسرب بيروكسيد الهيدروجين على متن رحلة بين مدينتي أورلاندو وممفيس في الولايات المتحدة في 28 أكتوبر 1998.[24]
- أبحرت الغواصة الروسية كي -141 كورسك لأداء تمرين لإطلاق الطوربيدات الوهمية في بيوتر فيليكي، وهو من قوافل المعارك من طراز طراد كيروف. في 12 أغسطس / آب 2000 ، الساعة 11:28 بالتوقيت المحلي (07:28 بالتوقيت العالمي المنسق)، وقع انفجار أثناء الاستعداد لإطلاق الطوربيدات. جاء التقرير الموثوق الوحيد حتى الآن أن الانفجار كان بسبب فشل وانفجار أحد طوربيدات كورسك التي تعمل بوقود الهيدروجين. ويعتقد أن HTP، وهو نوع من بيروكسيد الهيدروجين عالي التركيز المستخدم كدافع للطردبيدات، تسرب من خلال حاويته، إما عن طريق الصدأ أو في إجراء التحميل مرة أخرى على الأرض حيث لم يتم الإبلاغ عن حادث يتعلق بأحد الطوربيدات التي تلامس الأرض عن طريق الخطأ. أسفر حادث مماثل عن فقدان السفينة (HMS Sidon) في عام 1955.
- في 15 أغسطس 2010 ، وقع انسكاب حوالي 30 غالون أمريكي (110 لتر) من سائل التنظيف في الطابق 54 من 1515 برودواي، في تايمز سكوير، في مدينة نيويورك. كان التسرب، الذي قال متحدث باسم إدارة مكافحة الحرائق في مدينة نيويورك عبارة عن بيروكسيد الهيدروجين ، أُغلقت برودواي بين شارعين 42 و 42 غربًا حيث استجابت محركات الإطفاء لوجود مادة خطرة. لم يُبلغ عن وقوع إصابات.[25]